# Mecistocephalus rhombifer
Mecistocephalus rhombifer är en mångfotingart som beskrevs av Karl Wilhelm Verhoeff 1939. Mecistocephalus rhombifer ingår i släktet Mecistocephalus och familjen storhuvudjordkrypare.
Artens utbredningsområde är Mauritius. Inga underarter finns listade i Catalogue of Life.